# Saint-Sorlin-de-Vienne
Saint-Sorlin-de-Vienne település Franciaországban, Isère megyében. Lakosainak száma 967 fő (2022. január 1.). Saint-Sorlin-de-Vienne Chalon, Les Côtes-d’Arey, Estrablin, Eyzin-Pinet, Jardin és Montseveroux községekkel határos.

## Népesség
A település népessége az elmúlt években az alábbi módon változott:
| Lakosok száma | 312  | 612  | 695  | 777  | 846  | 863  | 878  | 918  | 942  | 967  |
|               | 1968 | 1982 | 1990 | 2006 | 2013 | 2015 | 2017 | 2019 | 2020 | 2022 |